# Monge (Q144)
Pour les articles homonymes, voir Monge.
Le Monge est un sous-marin français de la classe 1 500 tonnes. Lancé en 1929, il appartient à la série M6. C'est le second sous-marin de la Marine française baptisé Monge, après un sous-marin de la classe Pluviôse coulé pendant la Première Guerre mondiale.

## Histoire

### Développement
Le Monge fait partie d'une série assez homogène de 31 sous-marins océaniques de grande patrouille, aussi dénommés 1 500 tonnes en raison de leur déplacement. Tous sont entrés en service entre 1931 (Redoutable) et 1939 (Sidi-Ferruch).
Longs de 92,30 mètres et larges de 8,10, ils ont un tirant d'eau de 4,40 mètres et peuvent plonger jusqu'à 80 mètres. Ils déplacent en surface 1 572 tonnes et en plongée 2 082 tonnes. Propulsés en surface par deux moteurs diesel d'une puissance totale de 6 000 chevaux, leur vitesse maximum est de 18,6 nœuds. En plongée, la propulsion électrique de 2 250 chevaux leur permet d'atteindre 10 nœuds. Appelés aussi « sous-marins de grande croisière », leur rayon d'action en surface est de 10 000 nautiques à 10 nœuds et en plongée de 100 nautiques à 5 nœuds.
Mis en chantier le 15 septembre 1927 avec le numéro de coque Q144, le Monge est lancé le 25 juin 1929 et mis en service le 19 juin 1932.

### Seconde Guerre mondiale
Il est affecté, au début de la Seconde Guerre mondiale, à la 5e division de sous-marins, basée à Toulon, qu'il forme avec L'Espoir et le Pégase. Il patrouille au sud de Malte avec le Pégase en juin 1940.
Le 11 octobre 1940, le Monge et le Pégase quittent Bizerte pour Diego-Suarez, sur l'île de Madagascar. Après une escale à Oran, ils arrivent avec L'Espoir et le Vengeur à Diego-Suarez le 2 février 1941. Formant la 22e division, le Monge et le Pégase sont envoyés à Saïgon. Après une phase de réparations puis de grand carénage rendus nécessaires par la longue traversée depuis Toulon, le Monge quitte Saïgon, le 7 septembre, étant réaffecté à Diego-Suarez. Il procède à une mission de ravitaillement de Djibouti du 17 octobre au 1er décembre 1941.
En février puis en mai 1942, le Monge escorte deux cargos jusqu'à La Réunion. Il se trouve à Saint-Denis lorsque les Britanniques mènent une action sur Diego-Suarez, le 5 mai. Il appareille immédiatement pour le cap d'Ambre. Le matin du 8 mai, le Monge, après avoir tiré une torpille sur le porte-avions HMS Indomitable, est repéré et grenadé par les destroyers HMS Active et HMS Panther et disparaît corps et biens.

## Personnalités ayant servi sur le navire
- François Drogou (1904-1940), Compagnon de la Libération.